# 牟復禮
弗雷德里克·W·莫特（英語：Frederick W. Mote，1922年—2005年2月10日），汉名牟復禮，美国儒學學者、漢學家、中國學家、東亞學家。牟復禮中的“復禮”二字得自《論語》中的孔子言曰“克己復禮”，亦與本名Frederick諧音。主要研究明史。

## 生平
1922年出生于美国内布拉斯加州，父母生育九男一女，家中排行老四。1943年在美國空軍服役時，牟復禮便成爲中國文史方面的學生，並被送往哈佛大學學習。1944年到中國，曾在成都、北平、天津擔任軍官。二戰結束后，考入金陵大學（1952年和南京大學合併）歷史學系，師從貝德士、王繩祖、陳恭祿等人，學習中國歷史，1948年畢業於燕京大學，獲學士學位，也曾問學於向達、啟功、王崇武等人。後返美於西雅圖華盛頓大學繼續學習中國文史，1954年獲博士學位。同年在國立臺灣大學從事博士後研究，师从郑骞、屈万里、王叔岷。次年到荷蘭萊頓大學任Fulbright交流基金講師。1956年在普林斯頓大學任中國歷史與文明學助教，1959年担任副教授，1963年升任教授。1969年創辦普林斯頓大學東亞學系。1972年至1973年担任系主任。1987年从普林斯頓大學退休，由余英时接任。
2005年2年10日在美国科罗拉多州丹佛市去世，享年82岁。

## 荣誉
1961年和1987年两次获得古根海姆奖。他还是美国哲学会会士。

## 家庭
1950年2月14日与妻子陈效兰结婚，她善于制造陶瓷。弟弟牟克礼(英語：Max Mote)是加拿大阿尔伯塔大学苏维埃学教授。